# Nagy-Vasfazék-patak
A Nagy-Vasfazék-patak vagy Királyréti-patak a Török-patak (Morgó-patak) mellékvize Magyarországon. A Duna–Ipoly Nemzeti Park törzsterületének része.

## Földrajz
Királyrétnél a Bagoly-bükki-patakkal és a Szén-patakkal egyesülve alkotja a Török-patakot (Morgó-patak).

## Történelem
A Nagy-Vasfazék-patak és a Szén-patak környékén helyenként ma is láthatók annak a gát- és csatornarendszernek a maradványai, amely lehetővé tette, hogy a kitermelt faanyagot csaknem a Dunáig leúsztassák.

## Közlekedés
Kb. 1969-ig a királyréti kisvasút egyik ága (317a) a patak völgyében Nagyhideghegy vasútállomásig közlekedett, amely a Cseresznyefa rakodónál (ma Cseresznyefa parkoló) volt. A síneket 1978-ban szedték fel. Az 1979-1980 között épült műút eltérő nyomvonalon vezet, így a pálya megmaradt töltései, hídpillér-maradványai máig emlékeztetnek az egykori szárnyvonalra.